# Jelanka
Jelanka (prononciation : [jɛˈlanka]) est un village polonais de la gmina de Rzeczniów dans le powiat de Lipsko de la voïvodie de Mazovie dans le centre-est de la Pologne.
Il se situe à environ 4 kilomètres à l'est de Rzeczniów (siège de la gmina), 13 km à l'ouest de Lipsko (siège du powiat) et à 125 km au sud de Varsovie (capitale de la Pologne).
Le village possède approximativement une population de 210 habitants en 2006.

## Histoire
De 1975 à 1998, le village appartenait administrativement à la voïvodie de Radom.